# Sophie Kennedy Clark
Sophie Kennedy Clark est une actrice écossaise née en 1990.

## Jeunesse
Sophie Kennedy Clark est née à Aberdeen en Écosse en 1990. Elle est la fille de Fiona Kennedy. Elle sait jouer de la harpe. Elle a un frère de 21 ans, Francis, et une sœur de 22 ans, Hannah. Après avoir été diplômé de la New York Film Academy, Sophie passe des auditions et joue dans plusieurs films indépendants.

## Carrière
Sa première grande percée est venue quand elle a joué le rôle de la fille aînée de David Tennant dans la série télévisée Single Father (en). Elle fait ensuite du théâtre au Southwark Playhouse à Londres et est apparu dans plusieurs projets, y compris dans le rôle de Lauren dans l'épisode de  Black Mirror : 'L'hymne national'. En 2012, elle a fait une courte apparition dans  Dark Shadows, avec Johnny Depp. En 2014, elle est apparue dans le film de Lars von Trier Nymphomaniac et dans le film de Stephen Frears, Philomena.

## Filmographie

### Cinéma

#### Longs métrages
- 2012 : Dark Shadows de Tim Burton : une hippie
- 2013 : Philomena de Stephen Frears : Philomena jeune
- 2014 : Nymphomaniac de Lars von Trier : B
- 2014 : Hysteria (Stonehearst Asylum) de Brad Anderson : Millie
- 2015 : The Marriage of Reason & Squalor de Jake Chapman : Lydia
- 2015 : Danish Girl de Tom Hooper : Ursula
- 2016 : The Phenom de Noah Buschel: Dorothy Boyer
- 2017 : Go North de Matthew Ogens : Jessie
- 2017 : Tomorrow de Martha Pinson : Lee-Anne
- 2017 : Lucid d'Adam Morse : Kat
- 2017 : Obey de Jamie Jones : Twiggy
- 2017 : The First de Jennifer DeLia : Mary Pickford

#### Courts métrages
- 2013 : Heart of Nowhere : Mandy
- 2014 : Two Missing : Annabelle
- 2014 : Desire : Kate

### Télévision
- 2010 : Single Father (en) : Tanya
- 2011 : Black Mirror : Lauren
- 2015 : Mills and Doom: The Marriage of Reason and Squalor : Lydia
- 2018 : The Cry : Kirsty